# Gustave Adolphe Thuret
Gustave Adolphe Thuret (23 de mayo de 1817, París - 10 de mayo de 1875 , Niza) fue un botánico, algólogo y micólogo francés.
Provenía de una vieja familia hugonote que había estado exiliada por algún tiempo en los Países Bajos luego de la revocación del Edicto de Nantes de 1685. La madre de Thuret había sido llevada a Inglaterra, tanto que el inglés fue realmente su primera lengua que adquirió, y posiblemente de allí mantuvo fuertes simpatías por la Gran Bretaña en toda su vida. En su juventud, estudió Derecho; y durante su tiempo libre, fue un ardiente músico, y fue a través de su amigo compartiendo su música, Devillers, que recibe, en 1837, su primera iniciación a la botánica. Debutando como un simple recolector, no tarda en ser influenciado por Joseph Decaisne (1809-1882), de quien adoptará su disciplina. Y fue Decaisne que le encomienda emprender estudios algológicos y que se convertiría con el devenir en su principal obra.
Realizó sus primeras observaciones de la fecundación sobre el género Fucus, y luego en general sobre la familia Fucaceae. Fundará el jardín botánico de la ciudad de Antibes en 1855, donde trabajará con Charles Naudin y que hoy es un centro del INRA; y su jardín se denomina luego de su deceso, y en su honor jardín Botánico de la Villa Thuret.

## Abreviatura (zoología)
La abreviatura Thuret  se emplea para indicar a Gustave Adolphe Thuret como autoridad en la descripción y taxonomía en zoología.